# 이심이
이심이는 물고기가 용이 된다는 설화를 가지고 있는, 상상의 짐승으로, 한국 전래 놀음인 꼭두각시놀음에도 나온다.

## 설화
백기완 얘기에 따르면, 원래 이심이는 아주 작고 보잘 것 없는 물고기여서 다른 큰 물고기에게 먹히고 치이다가 멸종의 위기까지 가는데, 참다 못해 큰 놈에 맞서 싸우는데 싸워 이길 때마다 몸에 아주 억센 쇠비늘이 하나씩 나서 나중에는 온 몸이 쇠비늘로 덮히고 대가리는 옥돌처럼 되었으며 눈은 만리를 꿰뚫어 보고 입가엔 승자의 미소가 맺혔으며 수염은 활동적으로 고르게 쭉 뻗혀 우리가 흔히 알고 있는 용의 모습과 비슷하게 되었다고 한다.
이렇게 천하무적이 된 이심이는 용처럼 하늘로 올라가는 것이 아니라 뭍으로 올라와 옳은 것과 그른 것은 가른다고 한다.
이심이를 얻으면 천하를 얻는데, 이심이는 지혜로운 이에게는 머리만, 용감한 이에게는 가슴만, 마음이 착한 이에게는 꼬리만 보이며, 이심이를 만약 어리석은 치가 훔쳐보면 눈이 멀고, 나쁜 폭력배, 철면피가 훔쳐보면 간이 녹고, 권력욕에 사로잡힌 치가 훔쳐 보면 심장이 썩는다고 한다.

## 같이 보기
- 용
- 이무기
- 불가사리
- 꼭두각시놀음